# Bjarne Möller
Bo Bjerne Möller, (även känd som Bjärne eller Bjarne Möller) född 10 april 1944 i Sala, död 28 maj 2022, i Märsta var en svensk gitarrist som var verksam i Lee Kings och senare Hansson & Karlsson.